# وارن غولدفارب
وارن غولدفارب (بالإنجليزية: Warren Goldfarb)‏ هو منطقي أمريكي، ولد في 25 أغسطس 1949.